# Wapen van Pelt

Het wapen van Pelt (sinds 2019).

Het wapen van Pelt is het heraldisch wapen van de Limburgse fusiegemeente Pelt. Het wapen werd op 28 juni 2019 aan de nieuwe fusiegemeente toegekend.

## Geschiedenis
Na de fusie van Neerpelt en Overpelt op 1 januari 2019 werd besloten om als nieuw wapen een combinatie van het voormalige wapen van Neerpelt en Overpelt te kiezen. Het nieuwe wapen voert de drie rode dwarsbalken die verwijzen naar het oude graafschap Loon, want Neder- en Overpelt behoorden tot het Loonse ambt Pelt-Grevenbroek, terwijl het gekanteelde schildhoofd verwijst naar de heren van Arkel, want Sint-Huibrechts-Lille behoorde tot door deze beheerde Heerlijkheid Grevenbroek.

## Blazoenering
De blazoenering luidt:
In goud drie dwarsbalken van keel, een gekanteeld schildhoofd gekanteeld doorsneden van zilver en van keel.

## Voormalige wapens

Het wapen van Neerpelt (1995-2019).
Het wapen van Overpelt (1995-2019).

## Vergelijkbare wapens

Het wapen van de familie Van Arkel en het Land van Arkel.
Het wapen van Loon en alle afgeleide wapens daarvan.